# Anthocomus fasciatus
Espèce
Anthocomus fasciatus est une espèce de petits insectes de l'ordre des coléoptères, de la famille des Malachiidae.

## Description
Ce coléoptère au corps long de 3 à 4 mm possède des élytres mous noirâtres, munis chacun de deux taches orange latérales.

## Distribution
Europe

## Écologie
Les adultes, prédateurs, se déplacent dans la végétation, sur les murs, à la recherche de petits insectes dont ils se nourrissent. Ils peuvent se réfugier dans les toitures à partir desquelles leurs larves pénètrent dans les boiseries à la recherche de larves d'insectes xylophages.